# Estación de Carrascosa de Henares
Carrascosa de Henares es un apeadero ferroviario situado en el municipio español de Espinosa de Henares, en la provincia de Guadalajara, región de Castilla-La Mancha. Dispone de servicios de Media Distancia operados por Renfe.

## Situación ferroviaria
La estación se encuentra en el punto kilométrico 96,302 de la línea férrea de ancho ibérico que une Madrid con Barcelona a 767,18 metros de altitud, entre las estaciones de Espinosa de Henares y de Jadraque. El tramo es de doble vía y está electrificado.

## Historia
La estación fue inaugurada el 5 de octubre de 1860 con la apertura del tramo Guadalajara - Jadraque de la línea férrea Madrid-Zaragoza por parte de la Compañía de los Ferrocarriles de Madrid a Zaragoza y Alicante o MZA. En 1869 se estableció un apartadero industrial, ya desaparecido, para uso de leñas y carbones vegetales.
En 1941, la nacionalización del ferrocarril en España supuso la integración de la compañía en la recién creada RENFE. 
Desde el 31 de diciembre de 2004 Renfe Operadora explota la línea mientras que Adif es la titular de las instalaciones ferroviarias.

## La estación
Las instalaciones se encuentran en el sur del mismo casco urbano de la población. Su uso como apeadero hace que sus instalaciones sean mucho más modestas que las de otras estaciones del tramo. Se compone de dos andenes laterales al que acceden dos vías. Pequeñas marquesinas habilitadas para proteger a los viajeros son los únicos equipamientos reseñables en el recinto.

## Servicios ferroviarios

### Media Distancia
Los servicios de Media Distancia de Renfe operados con trenes Regionales y Regionales Exprés tienen como principales destinos Madrid, Lérida, Sigüenza y Barcelona. 
| Línea MD | Trenes          | Origen/Destino   |  | Destino/Origen                |
| -------- | --------------- | ---------------- |  | ----------------------------- |
|          | Regional Exprés | Madrid-Chamartín |  | Barcelona-Estación de Francia |
|          | Regional        | Madrid-Chamartín |  | Lérida Sigüenza               |